# やすいそう
やすい そう（2002年7月8日 - ）は、日本のイラストレーター、アーティスト、ラッパー、忍者。男性。
人物画や立体デザイン、グラフィックデザインなど幅広い制作活動を行なっている。

## 概要
2002年7月8日、滋賀県に生まれる。高校まではクラブチームや部活に所属し、サッカーに打ち込む日々を過ごす。コロナ禍を機にデジタルハリウッド大学への進学を決意。大学入学以降、本格的な作家活動を始める。

## 活動経歴
2022年
- CHILL OUTクリエイティブアワード2022 グラフィック部門　最優秀賞「新・風呂上がりの一杯」

2023年
- AAC2023 ポスターコンペ　入選「立体って、いったい？」
- 5月8日・9日　飲める個展『飲展』やすいそう×東大生BAR AKAMON
- 6月15日-19日　マルイクリエイターズマーケット vol.3 in新宿マルイ ANNEX F2　出展
- 12月31日　コミケ103　イラスト集『Biblue(バイブル）』発売

2024年
- 5月18日・19日　デザインフェスタ vol.59＜東京ビッグサイト＞　出展
- 7月2日-7日　マルイクリエイターズマーケットvol.4 in 新宿マルイ本館　出展
- 8月27日-31日　デジタルハリウッド大学メディアアート夏期講習展示「差動回展」作品展示
- 11月　R-1グランプリ2024　挑戦

2025年
- 2月14日から16日　デジタルハリウッド大学2024年度卒業制作展　メインビジュアル制作、作品展示
- 5月から（審査中）　RAP STAR 2025　挑戦
- 6月13日から24日　TCM1 TSUTAYA CREATORS‘ MARKET Vol.1 in ラフォーレミュージアム原宿　出展

## 人物
- iPadを用いたデジタル画、アクリル絵の具を用いた水彩画をメインに絵を描いている
- 影響を受けた作品は、仮面ライダー、映画「セブン」、映画「マトリックス」、漫画「頭文字D」など
- 将来はPUNPEEのような渋くてカッコいい大人になりたいと思っている
- ザ・ノース・フェイスのアイテムが好き
- AB型
- 東京で好きな街は池袋
- キックボードを交通手段として愛用しており、雨の日もそれで移動する
- お笑い芸人だと、同郷のダイアンが好き
- 人混みがあまり得意ではない
- かなりのせっかちで、待つことがあまり得意ではない
- 食の好き嫌いがあまりなく、カエルを食べたこともある